# Phaeophleospora indica
Phaeophleospora indica är en svampart som beskrevs av Chinnappa 1968. Phaeophleospora indica ingår i släktet Phaeophleospora och familjen Mycosphaerellaceae.   Inga underarter finns listade i Catalogue of Life.